# Аналой

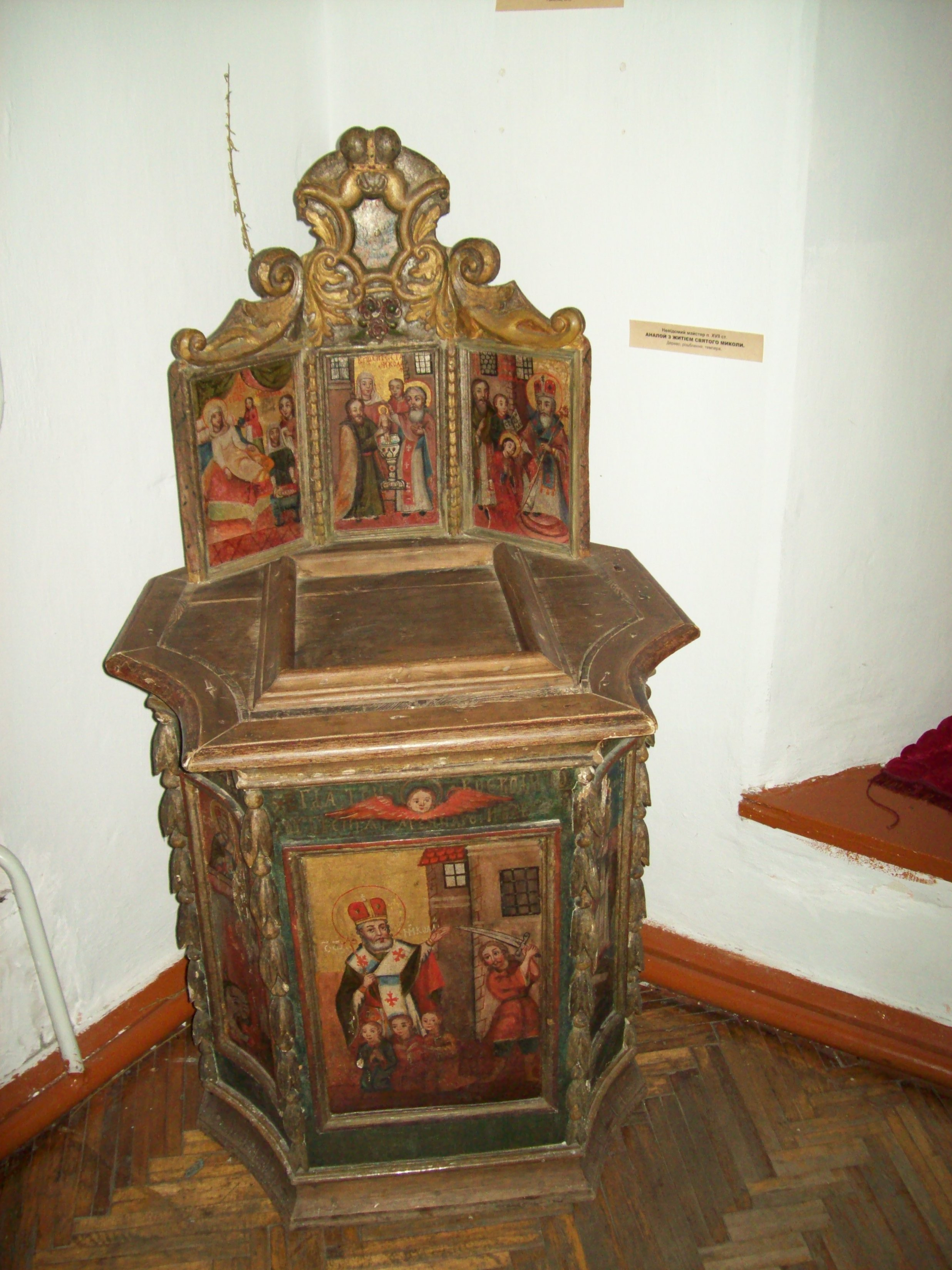
Аналой з Житієм Святого Миколи. Невідомий автор XVII століття, Острозький замок, Україна

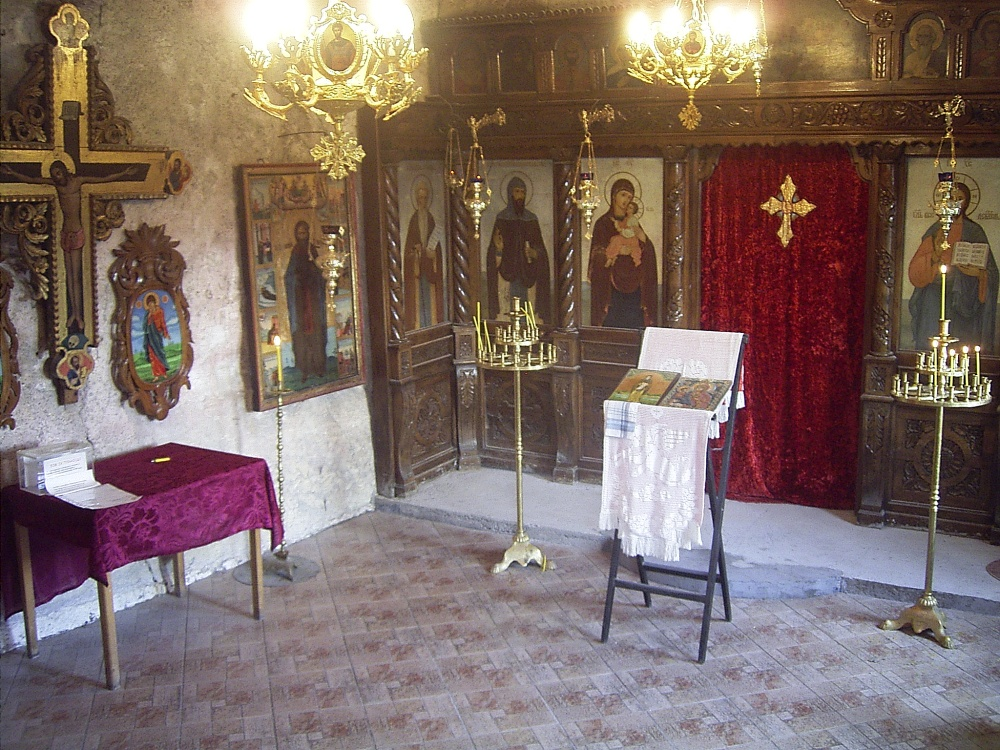
Аналой у болгарській церкві

Анало́й, і заст. аналогій, аналогіон, розм. налой, поставець (грец. ἀναλογέιον, ἀναλόγιον — «підставка для книг або ікон») — високий чотирикутний, із похилим верхом, вкритий тканиною столик, що використовується під час богослужінь у православній та греко-католицькій церкві. Використовується як підставка для читання стоячи, на зразок пюпітру, або кафедри (часто буває складаним).
Аналой завжди стоїть навпроти кожного вівтаря перед іконостасом; на нього кладеться ікона, що відповідає тому чи іншому святу, або присвяті храму чи храмової прибудови.
При здійсненні таїнства миропомазання на аналої лежить ікона, або Євангеліє.
Важливим є використання аналоя під час сповіді . Тоді на нього кладеться хрест і Євангеліє. Сповідаючись, християнин кладе голову на аналой, а священик накриває голову Єпитрахиллю.